# Pedrosa del Páramo
Pedrosa del Páramo es una localidad y municipio situado en la provincia de Burgos, en la comunidad autónoma de Castilla y León (España), comarca de Odra-Pisuerga, partido judicial de Burgos.

## Geografía
Es un municipio de España, en la provincia de Burgos, comunidad autónoma de Castilla y León. Tiene un área de 11,33 km² con una población de 90 habitantes (INE 2024) y una densidad de 8,92 hab/km².
Junto al pueblo pasa la carretera   BU-627  que, procedente de Villadiego, nos conduce a Villanueva de Argaño, donde conecta con la autovía  A-231 . Está próximo a Tobar, Villegas, Olmos de la Picaza y Manciles
Se ubica en un páramo plano, dedicado en su casi totalidad al cultivo cerealístico, sin apenas árboles.

### Despoblados
- Villaux: A 1,5 km de Pedrosa, a unos 100 m de donde está la ermita de Villaux, en un alto. Fundada en la Alta Edad Media. Aparece citado en 1121-1124 en un documento firmado por doña Apalla. Aparece citado como situado entre Ulmus (Olmos de la Picaza) y Samanceles (Manciles). En distintas citas históricas hay controversia por su similitud fonética con el cercano pueblo de Villaute e incluso con Villusto. A mediados del siglo XIII en la Estimación de Préstamos del Obispado de Burgos, mandado hacer por el obispo Don Aparicio y el Cabildo en el Arcedianato de Treviño y publicado por el Padre Flórez, se nombra Villa-hux entre Villamayor, Villorejo y Citores, poblaciones próximas a nuestro despoblado, figurando con el pago de ocho maravedís, que correspondían a otros tantos vecinos aproximadamente. Hacia la mitad del siglo siguiente, en que se hizo el Becerro de las Merindades de Castilla, Villaux había desaparecido, pues no se le nombra en la Merindad de Castrojeriz a la que pertenecía su término.[2][3]

## Símbolos

### Escudo
Medio partido y cortado. Primero, de gules, castillo de oro, donjonado, mazonado de sable y aclarado de azur, en jefe a la diestra dos estrellas de oro de seis puntas. Segundo, de azur, columna y báculo, ambos de plata. Tercero, de sinople, montón de heno de oro y ovejas de plata. Al timbre corona real de España.

### Bandera
Cuadrada terciada en banda: roja la inferior, verde la central y azul la superior. Al centro el escudo.

## Historia

### Prehistoria
Se ha descrito un enterramiento prehistórico tipo túmulo en su término.

### Edad Media
Enrique Flórez recoge que pudo haber sido fundado, a partir de una venta preexistente, alrededor de 1100 por el obispo de Sasamón Pedro Paramón. Pedro era natural de Villaux, actual despoblado del término de Pedrosa. Se dice que Pedro pudiera haber sido enterrado en Pedrosa, pues aparecieron unas lápidas con insignias episcopales. En la ermita de Villaux se colocó en 1963 una lápida en un nicho funerario indicando que allí reposan los restos del obispo, natural de Villahús y fundador de Pedrosa del Páramo.
El libro Becerro de las Behetrías, lo describe como un lugar que se incluía dentro de la Merindad de Castrojeriz. Tenía numerosos señores deviseros.
En el siglo XVIII tenía la consideración de lugar, que formaba parte, en su categoría de pueblos solos, del Partido de Castrojeriz, uno de los catorce que formaban la Intendencia de Burgos. Durante el periodo comprendido entre 1785 y 1833, en el Censo de Floridablanca de 1787, era jurisdicción de realengo con alcalde pedáneo y apelación al Adelantado.
En el siglo XVI tenía 55 vecinos y una pila (una parroquia).

### Edad Moderna
Entre 1857 y 1930 tuvo agregado al pueblo de Manciles, que primero se fusionó y después, de nuevo, se segregó.
Madoz lo describe a mediados del siglo XIX como un lugar con ayuntamiento, en la provincia, audiencia territorial, capitanía general y diócesis de Burgos, partido judicial de Castrojeriz. Situado en un páramo donde reina principalmente el viento norte. Tiene 63 casas. Escuela de educación primaria concurrida por 20 o 22 alumnos dotada con 20 fanegas de grano. Hay una fuente dentro de la población y varios manantiales en el término. Iglesia de San Pedro servida por un cura, un medio racionero y un sacristán. Tiene dos ermitas: la de San Roque y la del Santo Cristo de Villaux; la primera sirve de cementerio. El término confina al norte con Olmos y Tobar; al este con Cañizar de los Ajos; al sur con Sasamón y Villegas; al oeste con Villorejo y Manciles. Terreno húmedo y de regular calidad. El correo se recibe de Villadiego. Produce trigo mocho y álaga, yeros, cebada y legumbres, ganado lanar y vacuno. Población: 38 vecinos con 148 habitantes. Contribución 4 579 reales con 23 maravedíes.
En 1886 contaba con 452 habitantes; producía cereales y legumbres; su alcalde era Eduardo de la Fuente, secretario Juan López, juez municipal Román Santa María y fiscal Santiago Delgado, párrocos Emeterio Martín y Eugenio Martínez. Pedrosa del Páramo tenía dos profesores de instrucción pública (Fernando Gutiérrez y Juan López Díez), un constructor de carros (Evaristo Calzada), un estanquero (Gregorio Romero), molino de harinas (Francisco Sánchez), sastre (Francisco Gutiérrez), dos tejedores (Tomás Calzada y Juan González), venta de vinos (Pedro Martínez) y un zapatero (Alejo Delgado).

## Demografía
Pedrosa del Páramo cuenta con una población de 90 habitantes (INE 2024).
| Gráfica de evolución demográfica de Pedrosa del Páramo entre 1842 y 2021 |
| |
| Población de derecho según los censos de población del INE Población de hecho según los censos de población del INEEntre el censo de 1857 y el anterior, crece el término del municipio porque incorpora a Manciles. Entre el censo de 1930 y el anterior, disminuye el término del municipio porque independiza a Manciles. |

| 1991 |  | 1996 |  | 2001 |  | 2004 |  | 2013 |  | 2017 |
| ---- |  | ---- |  | ---- |  | ---- |  | ---- |  | ---- |
| 122  |  | 117  |  | 109  |  | 103  |  | 101  |  | 104  |

## Economía
- Agricultura intensiva.
- Industria de la construcción: Garosa, con planta de extracción de áridos en Sandoval de la Reina y de elaboración de hormigón en Pedrosa del Páramo.[18]

## Patrimonio

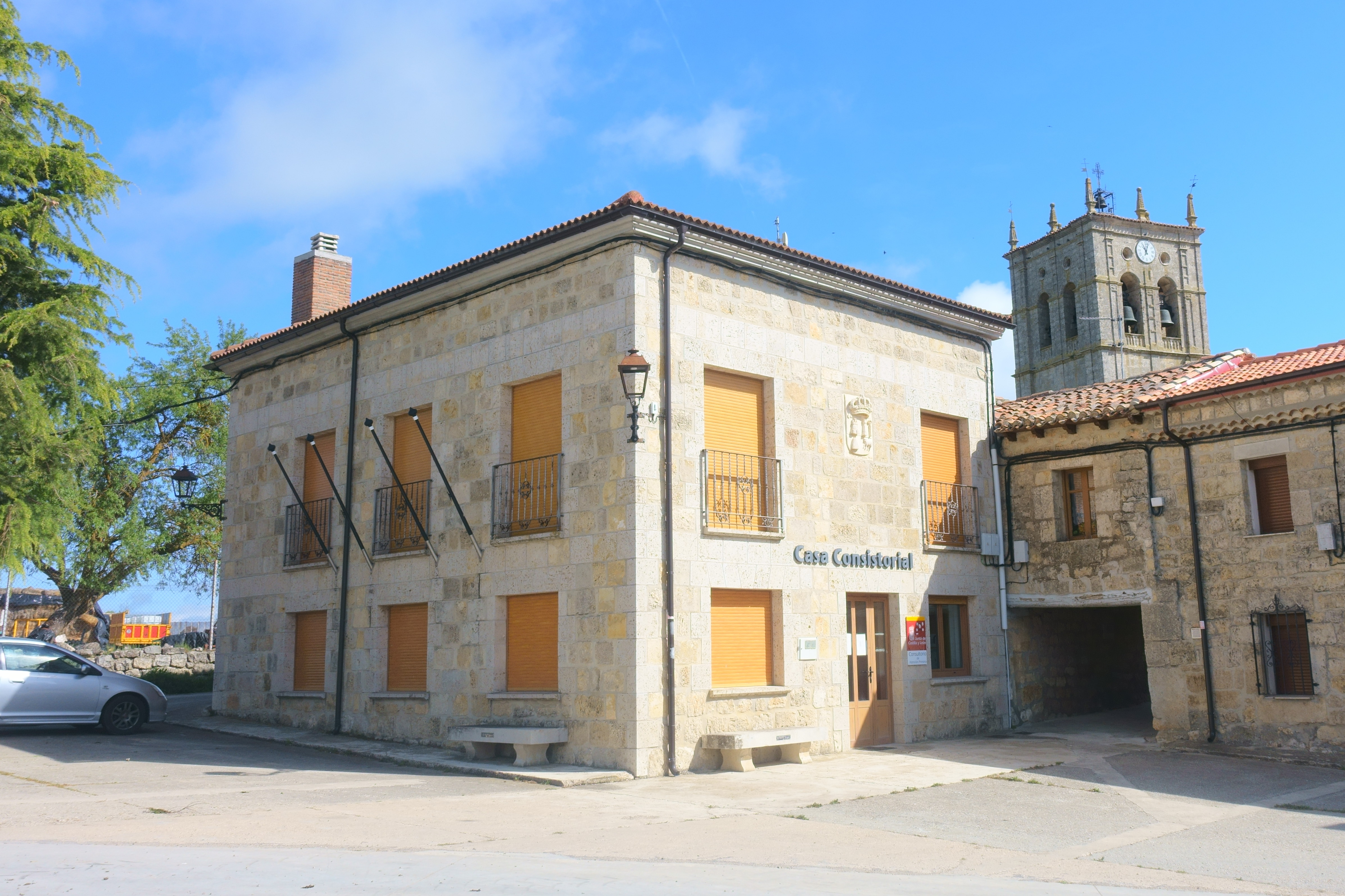
Casa consistorial

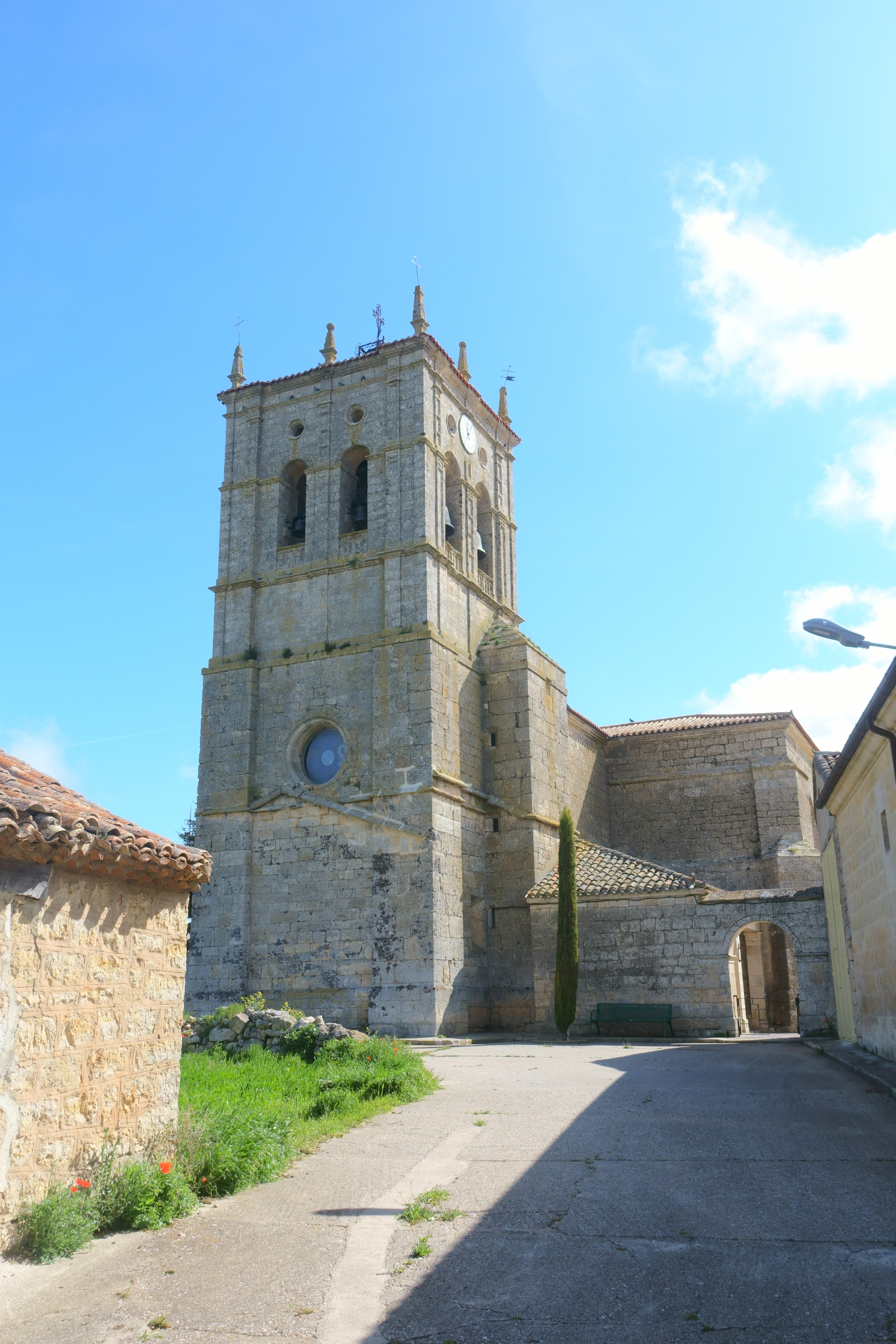
Iglesia de San Pedro

- Iglesia de San Pedro Advíncula: iglesia barroca, en estilo ojival florido, de principios del siglo XVI, con planta de cruz latina. Torre neoclásica. Bóvedas estrelladas. Rosetón. Alberga obras del escultor burgalés, que fue vecino de Villadiego, García de Arredondo, como el retablo mayor dedicado a san Pedro y terminado en el año 1590, y otro lateral de Santa Águeda.[2][19]
- Ermita de Villaux o ermita del Cristo de Villaux: Se ubica en un declive lateral del páramo mirando a la vertiente del río Brullés. En sillería caliza. Tiene una pequeña espadaña. Renovado en época barroca, de su pasado románico solo resta la primitiva cabecera cuadrangular. Retablo con imagen gótica de Cristo. Motivos vegetales en los capiteles del arco triunfal. Canecillos de nacela y alguno de proa de barco. Tuvo artesonado, según se recordaba en el pueblo en 1945, sustituido por una armazón a dos vertientes. Por sus características pudo haber sido construido a mediados del siglo XIII.[3][20][2]
- Fuente Lugar: En piedra, con cubierta abovedada, tiene los caños por debajo del nivel del suelo.
- Marcueros: Son casetas para proteger al pastor de las inclemencias. Se ubican en el páramo.

## Cultura

### Fiestas
- Fiestas patronales: Fiesta y romería de San Pedro Advíncula. Primera semana de agosto.
- Fiesta de Santa Águeda: 5 de febrero.
- Romería de San Isidro: Luciano Huidobro recoge, en 1945, la siguiente tradición: los vecinos acuden anualmente a visitar la ermita del Bendito Cristo, como la llaman, y oír misa allí, donde se halla el sepulcro de Pedro Paramón,  así como bajar a Sasamón en la primera dominica del mes de junio, para asistir a la Misa Mayor, práctica inmemorial, que no se ha interrumpido más que un solo año, en el cual padeció su campo tal granizada, que se perdió la cosecha, por lo cual reanudaron la visita al año siguiente.

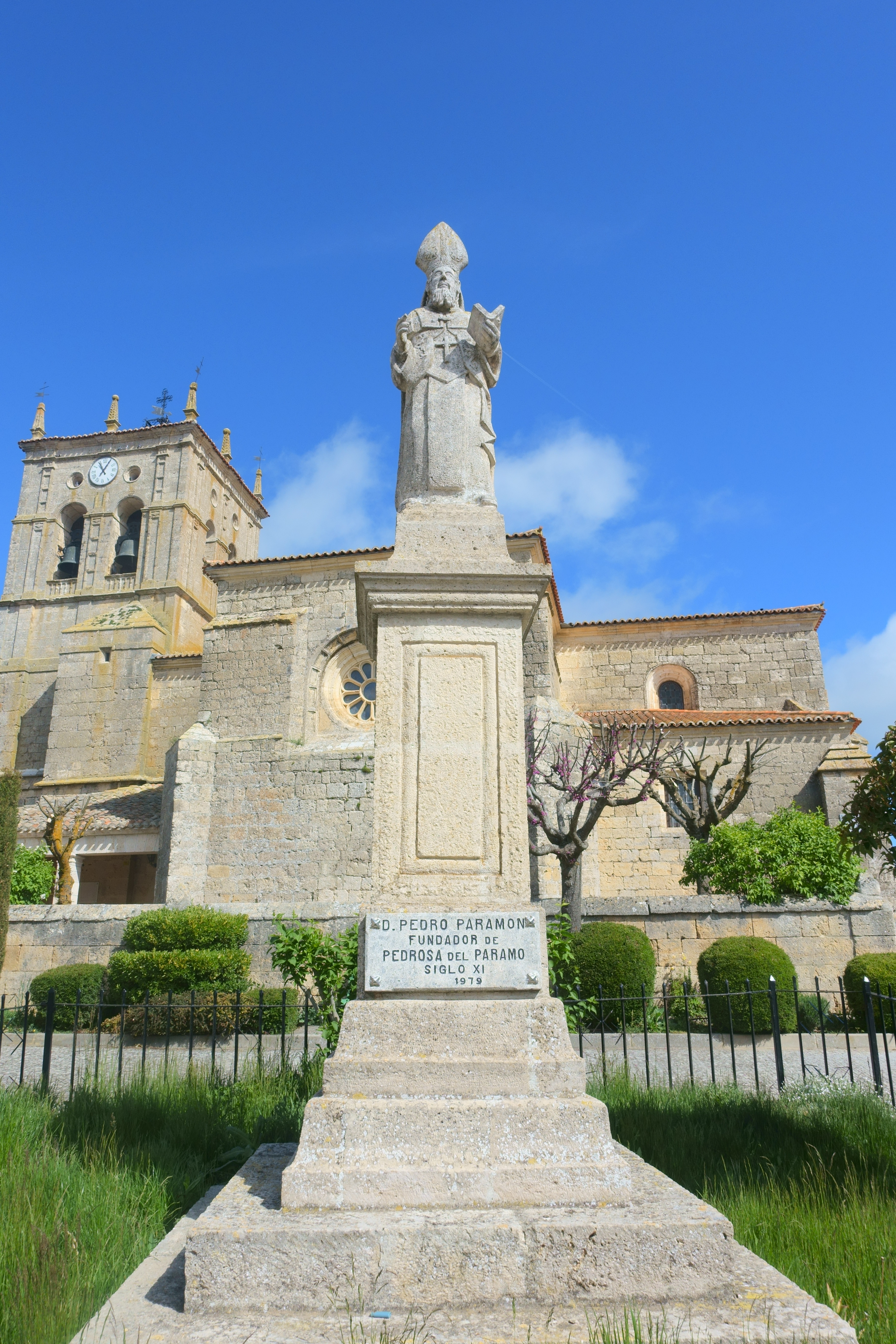
Monumento a Pedro Paramón

## Personas relevantes
- Pedro Paramón: Posible fundador del pueblo (1100) y obispo de la sede transitoria de Sasamón. El 12 de mayo de 1883, según el Archivo Diocesano, se revisó su sepulcro en la ermita de Villaux. Su memoria se venera en el pueblo.[3][2]